# Synagoge (Ihringen)

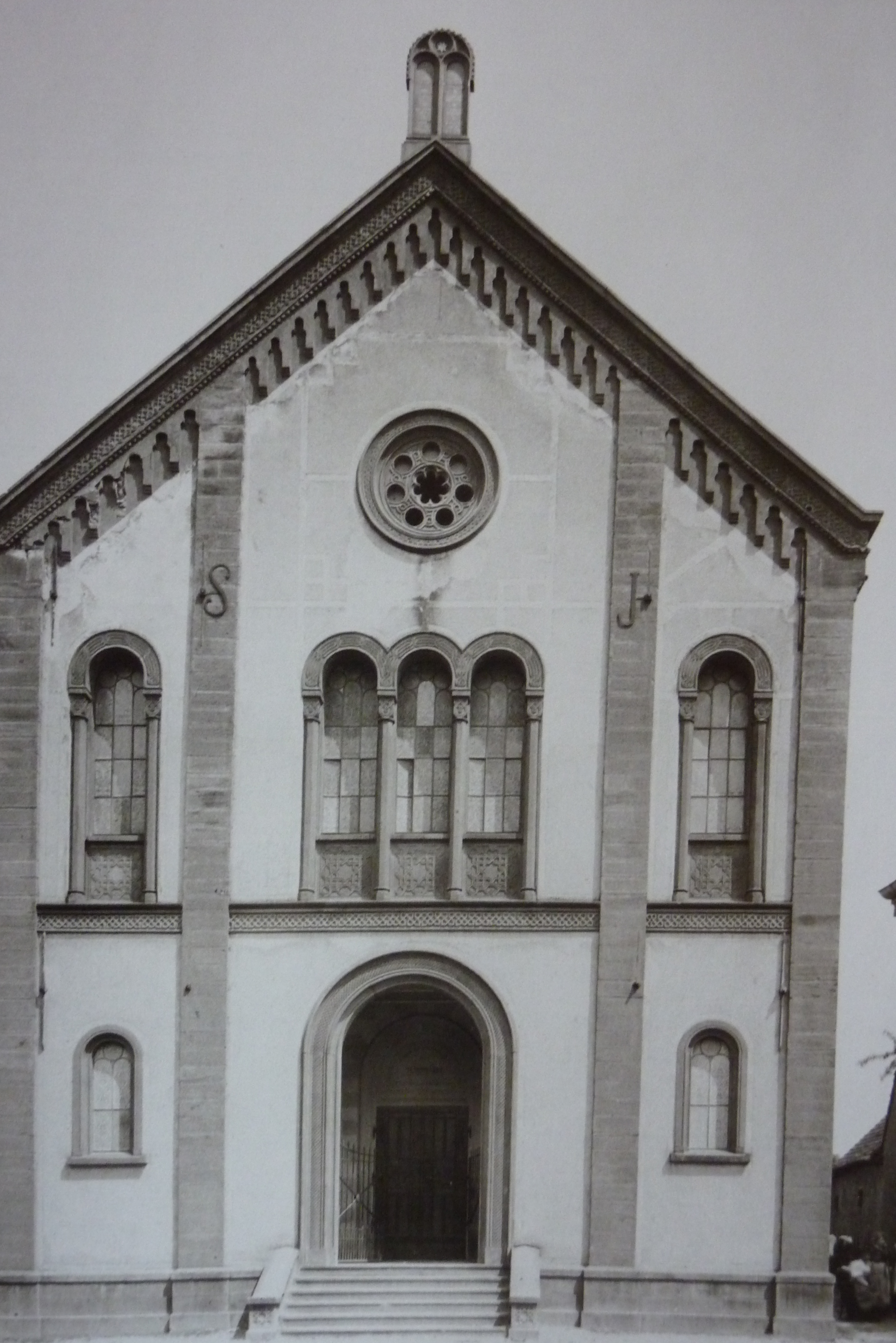
Synagoge in Ihringen, um 1895

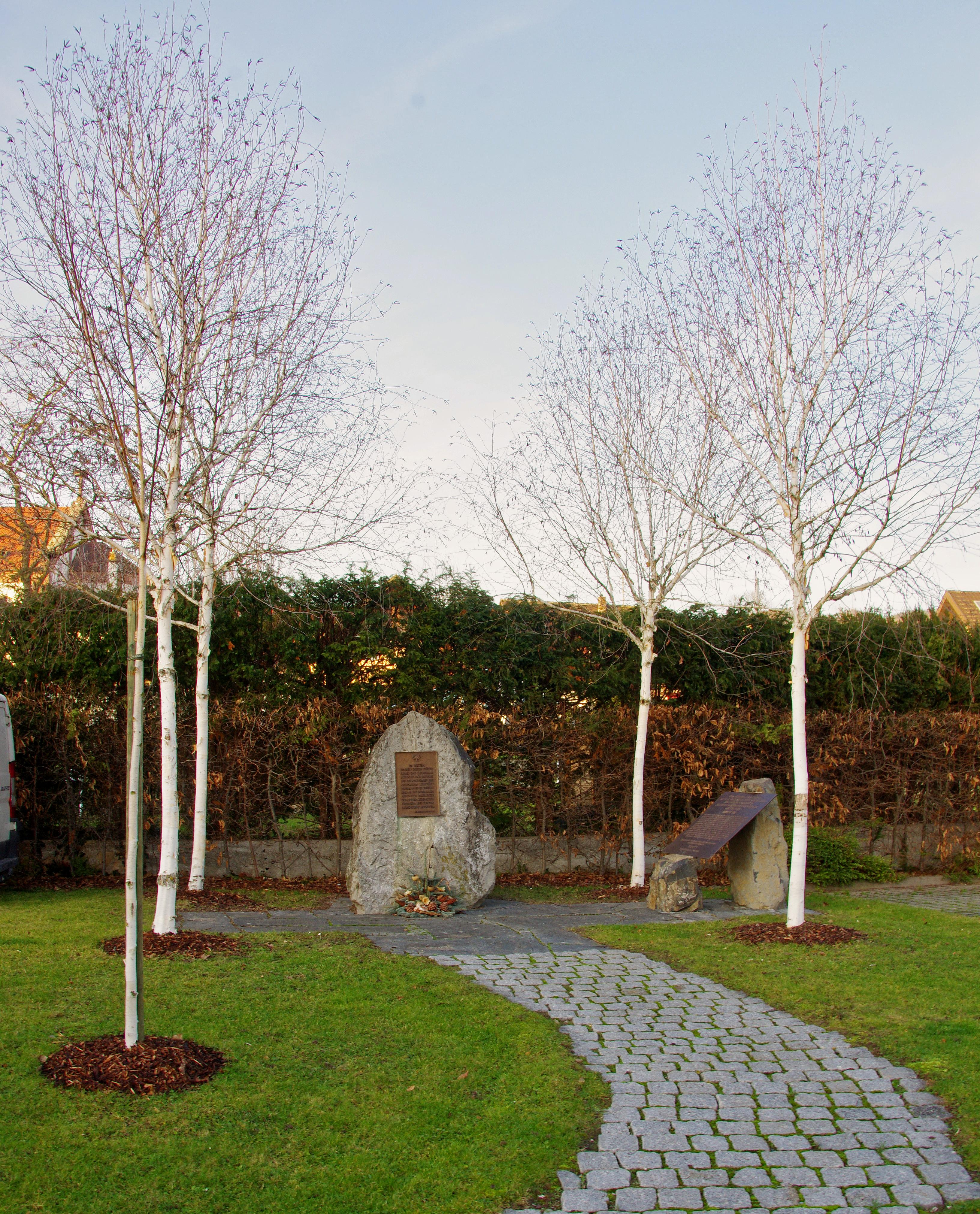
Die Gedenkstätte

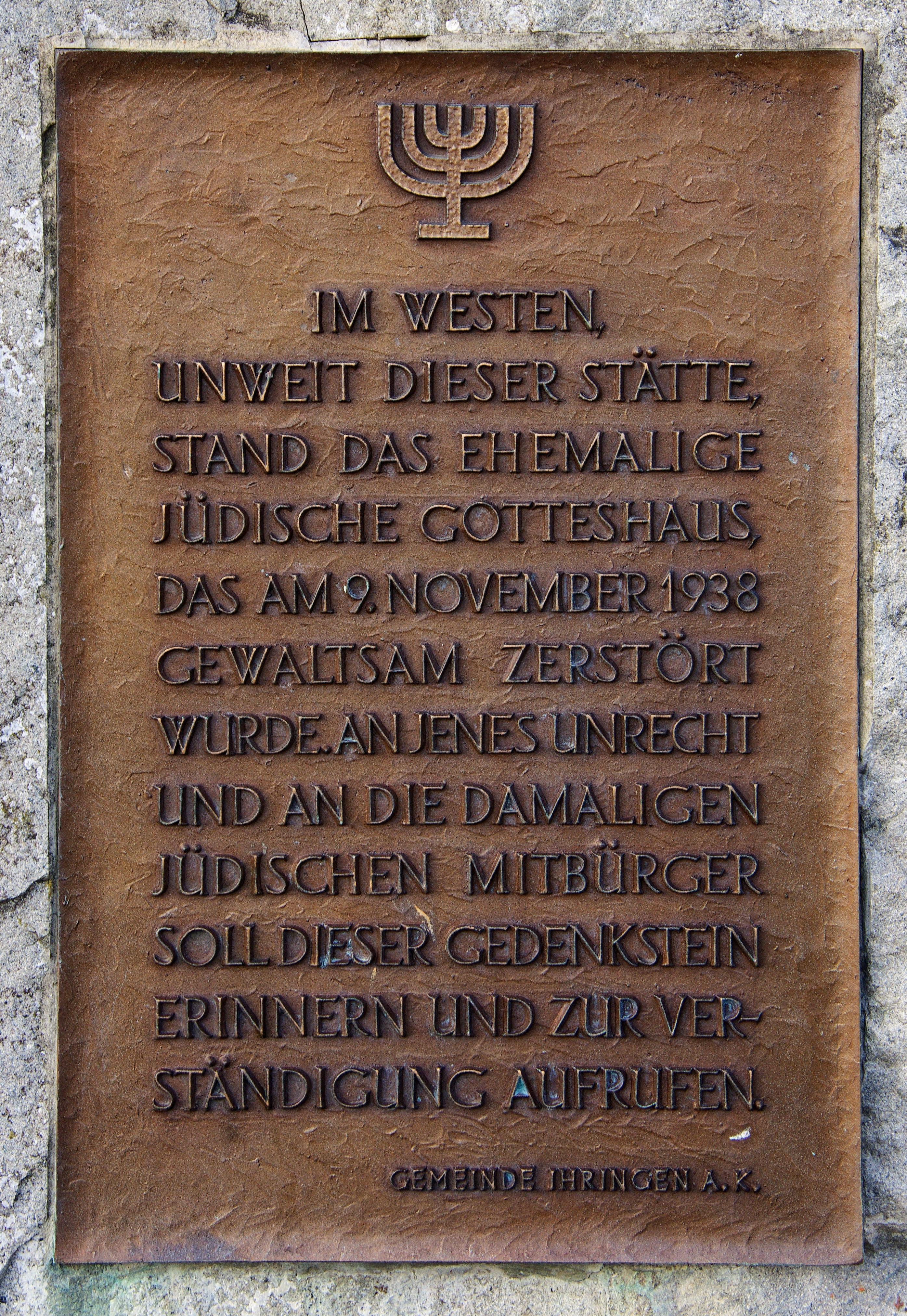
Inschrift auf dem Gedenkstein für die zerstörte Synagoge

Die Synagoge in Ihringen, einer Gemeinde im Landkreis Breisgau-Hochschwarzwald im Südwesten Baden-Württembergs, wurde 1861 errichtet und während der Novemberpogrome 1938 zerstört.

## Geschichte
Nachdem die jüdische Gemeinde Ihringen zunächst einen Betsaal in einem jüdischen Privathaus eingerichtet hatte, erbaute sie 1760 ihre erste Synagoge. Da diese baufällig geworden war und gleichzeitig Platz für die wachsende Anzahl der Gemeindemitglieder fehlte, beschloss man bereits 1842 erste Finanzierungsschritte für die neu zu bauende Synagoge zu unternehmen.
Die Pläne für die in der Bachenstraße errichtete Synagoge wurden von dem Freiburger Architekten Georg Jakob Schneider ausgeführt und 1863/64 wurde die neue Synagoge fertiggestellt.
Im Jahr 1927 wurde die Synagoge renoviert. Die Finanzierung übernahmen zum größten Teil die drei aus Ihringen stammenden Brüder Maier, Hermann und Isaak Weil, die in die USA ausgewandert waren.

## Zeit des Nationalsozialismus
Im Verlauf der Novemberpogrome 1938 wurde die Synagoge in Brand gesteckt und zerstört.

## Architektur

### Außen
Die Synagoge war ein zweigeschossiges Bauwerk. Die Eingangsfassade besaß einen breiten Mittelteil, der durch Lisenen von zwei schmaleren Seitenteile abgetrennt wurde. Im Mittelteil befand sich der über sechs Stufen zu erreichende Eingang in Form eines einfachen Rundbogenportals. Die Vorhalle führte durch eine Tür zum Betsaal. Eine im Bogenfeld angebrachte hebräische und deutsche Inschrift lautete: Hier die Pforte zum Tempel des Ewigen.
Alle Fenster waren Rundbogenfenster, weshalb man den Stil auch als Rundbogenstil bezeichnet. Das zweite Geschoss besaß über dem mit einem Flechtwerkfries untergliederten Gesims im Mittelteil ein Drillingsfenster. Das Giebelfeld über dem Drillingsfenster wurde geschmückt von einer Rosette und der Giebel war mit einem Zinnenfries versehen, der von einem Flechtwerkfries überfangen wurde. Auf der Giebelspitze thronten die Gesetzestafeln.

### Innen
Vom breiteren Mittelraum wurde durch Säulen, die die Frauenemporen trugen, zwei seitliche, schmalere Raumteile abgetrennt. Die Sitzbänke ordneten sich um die erhöhte Bima an. Hinter dieser befand sich etwas erhöht der Toraschrein, der reich verziert war. Über dem Toravorhang (Parochet) waren in einem Wandfeld die Gesetzestafeln angebracht und darüber befand sich eine weitere Inschriftentafel.

## Gedenken
Seit 1980 erinnert ein Gedenkstein an die zerstörte Synagoge.